# Lobocheilos bo
Lobocheilos bo és una espècie de peix cipriniforme de la família dels ciprínids.

## Morfologia
Els mascles poden assolir els 32,5 cm de longitud total.

## Distribució geogràfica
Es troba a la península de Malaca i Borneo, incloent-hi les conques dels rius Chao Phraya i Mekong.